# Hans Holzer
Hans Holzer (Vienna, 26 gennaio 1920 – Manhattan, 26 aprile 2009) è stato uno scrittore austriaco naturalizzato statunitense.
Autore di numerosi libri dell'orrore, tra cui alcuni titoli della serie Amityville Horror. Da uno dei suoi romanzi è tratto il film Amityville Possession di Damiano Damiani.